# Bulbophyllum porphyrostachys
Bulbophyllum porphyrostachys là một loài thực vật thuộc họ Orchidaceae. Loài này có ở Cameroon, Cộng hòa Congo, và Nigeria. It was botanically described năm 1951.